# NGC 3667
NGC 3667 је спирална галаксија у сазвежђу Пехар која се налази на NGC листи објеката дубоког неба.
Деклинација објекта је - 13° 51' 24" а ректасцензија 11h 24m 16,9s. Привидна величина (магнитуда) објекта NGC 3667 износи 13,0 а фотографска магнитуда 13,8. NGC 3667 је још познат и под ознакама NGC 3667A, MCG -2-29-25, NPM1G -13.0324, PGC 35028.